# Viper (Pornodarstellerin)

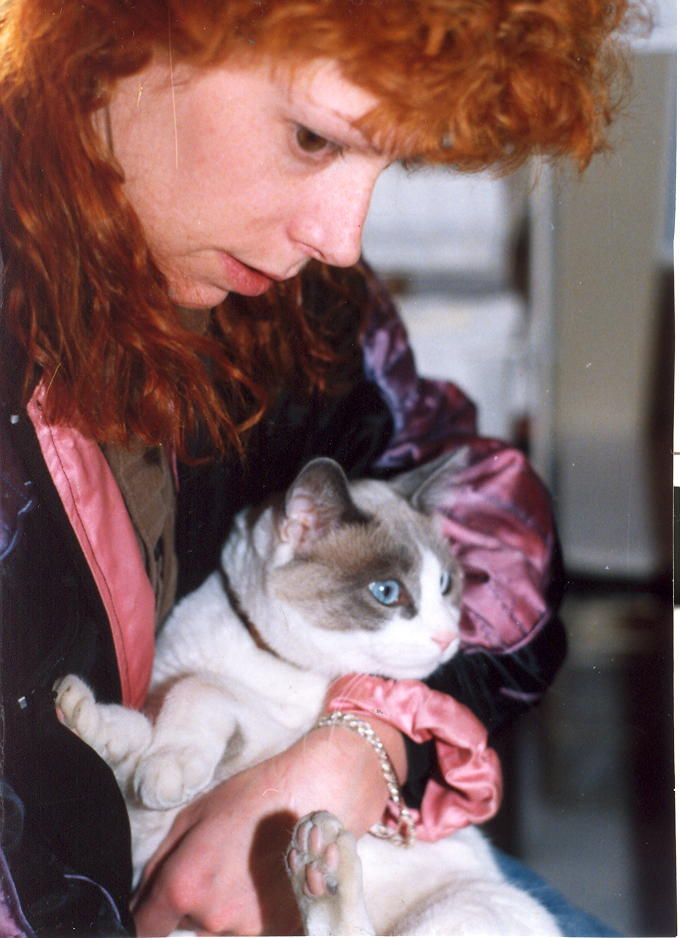
Viper Anfang 1989

Viper (* 12. September 1959 in Oak Ridge; † 24. Dezember 2010 in Portsmouth; eigentlich Stephanie Green) war eine US-amerikanische Pornodarstellerin. Sie war zusammen mit Bill Margold Gründerin der Organisation Fans of X-Rated Entertainment (FOXE). Sie trat auch als Stephanie Bishop auf.

## Leben
Stephanie Green wurde in Oak Ridge geboren und wuchs im ländlichen New Hampshire auf. Sie diente im United States Marine Corps, wo sie den Rang eines Corporal erreichte. Stationiert war sie im Marine Corps Base Camp Lejeune. Nach der Armee arbeitete sie kurzzeitig als Prostituierte in Baltimore. In dieser Zeit ließ sie sich auch eine Tätowierung mit einer Schlange, die sich in einen Tiger verwandelt, stechen. Dieses Merkmal übernahm sie später als ihren Pornonamen.
1986 zog Green nach Los Angeles, wo sie begann für die Pornofilm-Industrie zu arbeiten. Der einflussreiche Pornodarsteller Bill Margold förderte ihre Karriere. Die beiden hatten auch eine etwa fünf Jahre andauernde Beziehung. Insgesamt drehte sie ungefähr siebzig Pornofilme unter ihrem Namen Viper. 1990 gewann sie den AVN Award als beste Nebendarstellerin für Mystery of the Golden Lotus, in dem sie eine Nazi-Spionin spielte.
1989 trat sie im Mainstreamfilm Vice Academy als Pornofilmregisseurin auf. Einen weiteren Auftritt hatte sie im Film Lederjacken – Sie kennen kein Gesetz (1991). 
Im Mai 1991 verließ sie die Pornoindustrie und verschwand ohne eine Nachricht an ihren damaligen Partner Margold. Sie verstarb am 24. Dezember 2010 an Lungenkrebs. Mit ihrem Tod wurde bekannt, dass sie nach 1991 zurück nach New Hampshire kehrte, wo sie als Friseurin und später als Phlebologin im Portsmouth Regional Hospital arbeitete.